# Неопилины
Неопили́ны (лат. Neopilina) — род морских глубоководных моллюсков из класса моноплакофор. Обитают в Тихом, Индийском и Атлантическом океанах на глубине от 1800 до 6500 м. Являются детритофагами (питаются разлагающимся органическим материалом). К данному роду относят первый открытый современный вид моноплакофор Neopilina galathea, описанный в 1957 году.

## Cистематика
В настоящее время в составе рода рассматривают 4 современных вида:
- Neopilina bruuni Menzies, 1968[3]
- Neopilina galatheae Lemche[англ.], 1957[1]
- Neopilina rebainsi Moskalev, Starobogatov et Filatova, 1983[4]
- Neopilina starobogatovi Ivanov et Moskalev, 2007[5]

## Строение
Строение представителей этого рода навело исследователей на мысль, что головоногие произошли от моноплакофор.
Пара предротовых щупалец неопилинов считаются гомологичной структуре щупальцев брюхоногих моллюсков. Подобно щупальцам переднежаберных брюхоногих моллюсков, их нервы соединяются с мозговыми ганглиями. Щупальца гомологичны губным щиткам двустворчатых моллюсков, рукам головоногих моллюсков и каптакулам ладьевидных моллюсков.
Кутикулярные затвердения вокруг рта организма считаются челюстеобразными и схожи с клювами головоногих или челюстей многих брюхоногих моллюсков.
Наличие единственной раковины является признаком, делающим неопилинов схожими с головоногими рода наутилусов, но, помимо двусторонней симметрии и направления скручивания, между ними нет явной эквивалентности. Раковина наутилуса заметно отличается наличием перегородок (и, следовательно, сифона). Неопилины имеют аналогичную степень сходства с большинством других групп моллюсков, что приводит к предположению, что они могут отражать относительно неизменную форму предкового моллюска.
Организм имеет пять пар ктенидий (жабр), что необычно для моллюсков, причем две задние гомологичны двум парам у Наутилуса. Это не похоже на панцирных моллюсков, у которых тоже есть несколько пар ктенидий, но их количество варьируется и не связано с количеством «сегментов» их тела. Раковина состоит из арагонита.
Ногу и мантийную борозду трудно отличить от таковых у класса панцирных моллюсков. Принадлежность к классу моноплакофор была доказана молекулярными методами.
Радула неопилинов мало чем отличается от радулы панцирных моллюсков, но примечательно, что их пятый зуб изменён и стал гребенчатым.

## Экология
Неопилины — донные животные, судя по всему, питающееся отложениями. При жизни моллюсков их панцири покрыты слоем слизи, которая участвует в питании или передвижении.
Только в 2017 году глубоководная экспедиция «Okeanos Explorer» у побережья Американского Самоа сняла первое в истории видео с высоким разрешением с неопилинами в их естественной среде обитания.